# Ophiocten amitinum
Ophiocten amitinum är en ormstjärneart som beskrevs av George Richard Lyman 1878. Ophiocten amitinum ingår i släktet Ophiocten och familjen fransormstjärnor. Inga underarter finns listade i Catalogue of Life.